# Pannarano
Pannarano è un comune italiano di 1 968 abitanti della provincia di Benevento in Campania.

## Geografia fisica
Situato nell'estrema propaggine meridionale della provincia, il suo territorio è prevalentemente collinare.
Ha un'escursione altimetrica di ben 1377 metri, con un'altitudine che va da 221 m s.l.m. a 1590 m s.l.m.
Pannarano costituisce inoltre un'enclave all'interno della provincia di Avellino. Fa parte della comunità montana Partenio-Vallo di Lauro, alla quale si accede tramite la strada di via Carlangiona situata nel paese.

## Storia
Sebbene le origini di Pannarano continuino ad essere avvolte da un'aura di incertezza, non vi dovrebbero essere dubbi circa l'effettività di una sua storia preromana, romana e medioevale.
Infatti, la frequentazione in epoca preromana venne confermata dal ritrovamento di una serie di sepolture ascritte al IV secolo A.C., ricollegabili ai Caudini o agli Hirpini. Allo stesso modo, la presenza romana risulta dai reperti archeologici rinvenuti in zona. I siti archeologici si trovano in località Piedimonte e Canale.
Il vero e proprio borgo sorse successivamente, nel Basso Medioevo. La prima citazione documentale si ritrova in un Cedolario del 9 ottobre 1296, dove si legge del Casale "Pandarano". Un successivo documento del 1279, ci informa che feudatario del tempo era tal Bartolomeo da Montesarchio.
Feudo dei De Cuneo, i Lagonessa (Della Leonessa), verso il XIV secolo, si impossessarono di questa terra, come di altre limitrofe. Il 20 dicembre 1446, Pannarano venne comprato da Troilo Origlia. Successivamente, si registrò un avvicendamento di varie famiglie feudatarie, tra cui i Marziale, i Caracciolo, gli Abate ed i Cocozza Campanile.
Abolita la feudalità nel 1806, Pannarano partecipò agli eventi rivoluzionari precedenti l'Unità d'Italia.
Già parte del Principato Ultra (facente capo a Montefusco fino al 1806, e poi ad Avellino), dopo l'Unità d'Italia Pannarano venne aggregata alla Provincia di Benevento.
Il periodo immediatamente successivo all'unità d'Italia vide l'Irpinia patire il fenomeno del Brigantaggio, che investì anche la Valle Caudina. Infatti, nel 1861, un ex lanciere dell'esercito borbonico, Berardino D'Alessio (di Pannarano), venne arrestato, in quanto nel vicino paese di San Martino Valle Caudina aveva divulgato la falsa notizia del prossimo ritorno di "Franceschiello" (il re Francesco di Borbone), dicendo di aver già assoldato duecento volontari nei paesi limitrofi, offrendo tra i sei ed i dodici carlini ai nuovi aggiunti e dicendo che avrebbe fatto ritorno per porre in collegamento tutti i rivoltosi della Valle Caudina.
Negli anni della seconda guerra mondiale, tra il 1940 e il 1943, Pannarano fu uno dei comuni della Campania destinati dalle autorità fasciste ad accogliere profughi ebrei in internamento civile. Gli internati furono liberati con l'arrivo dell'esercito alleato nel settembre 1943.
La successiva storia del paese è simile a quella dei comuni limitrofi, fatta di difficoltà economiche, emigrazione, disoccupazione, calo demografico.

## Monumenti e luoghi d'interesse

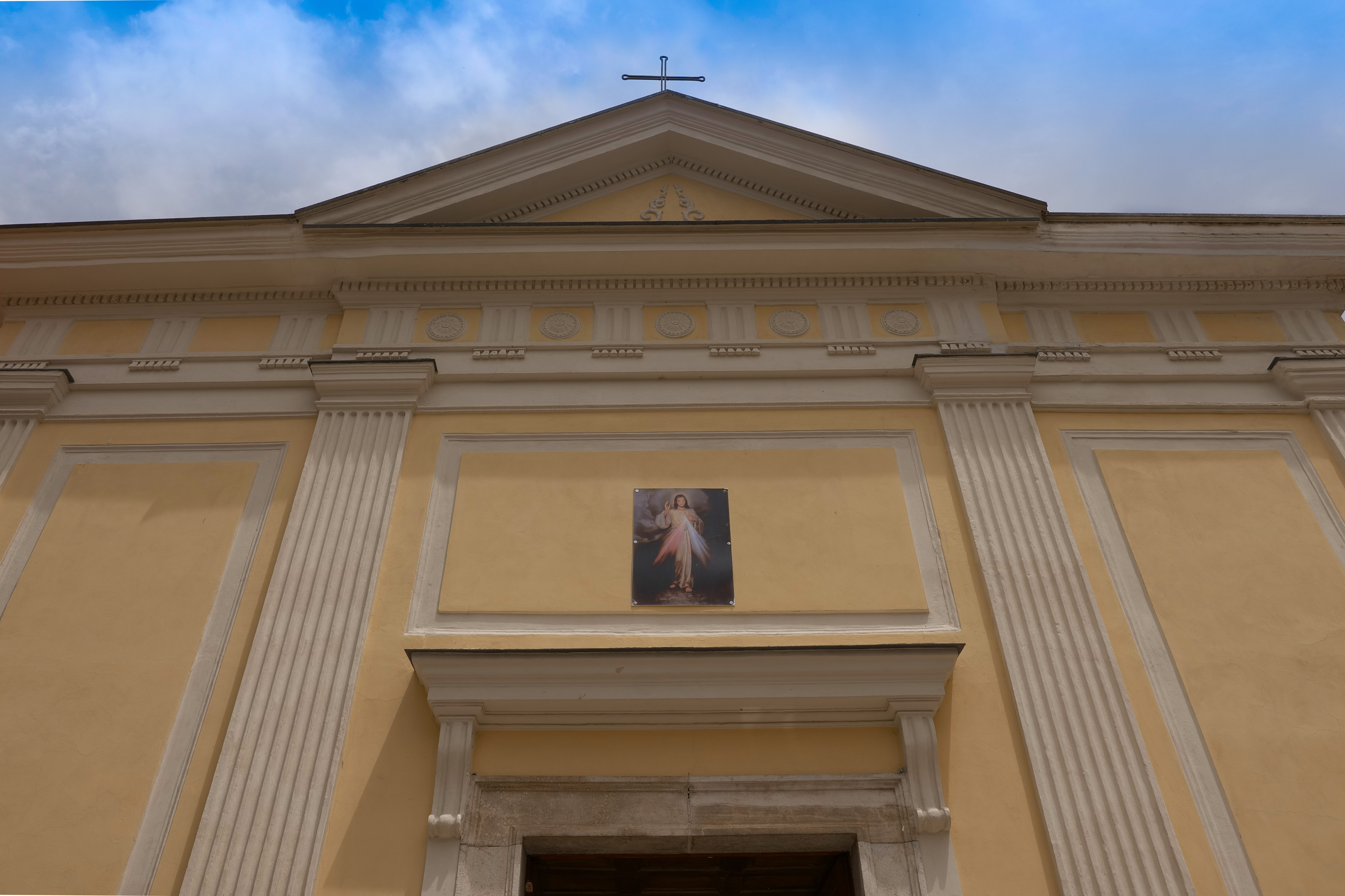
Chiesa di San Giovan Battista di Pannarano

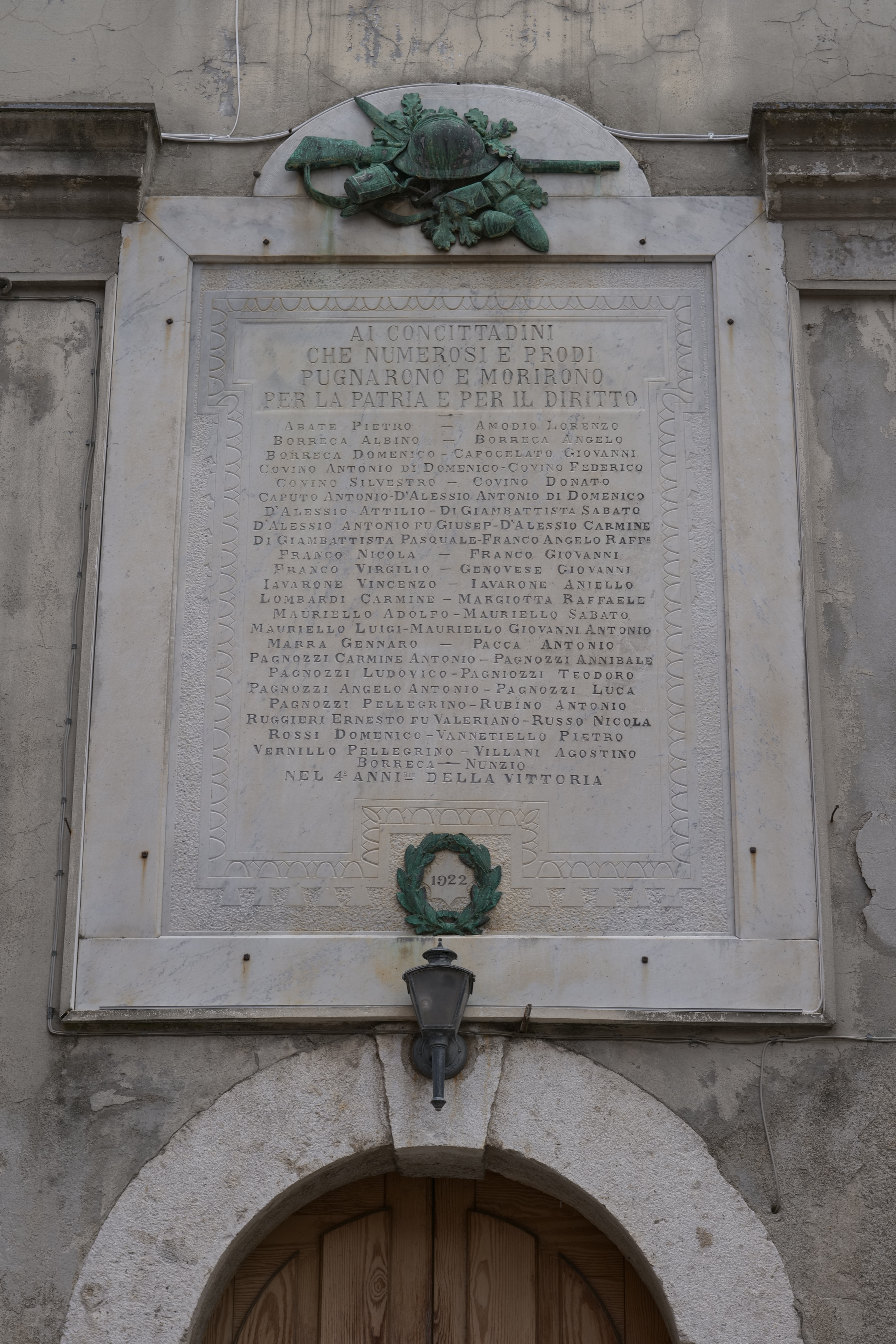
Particolare dell'ingresso della vecchia sede del Municipio

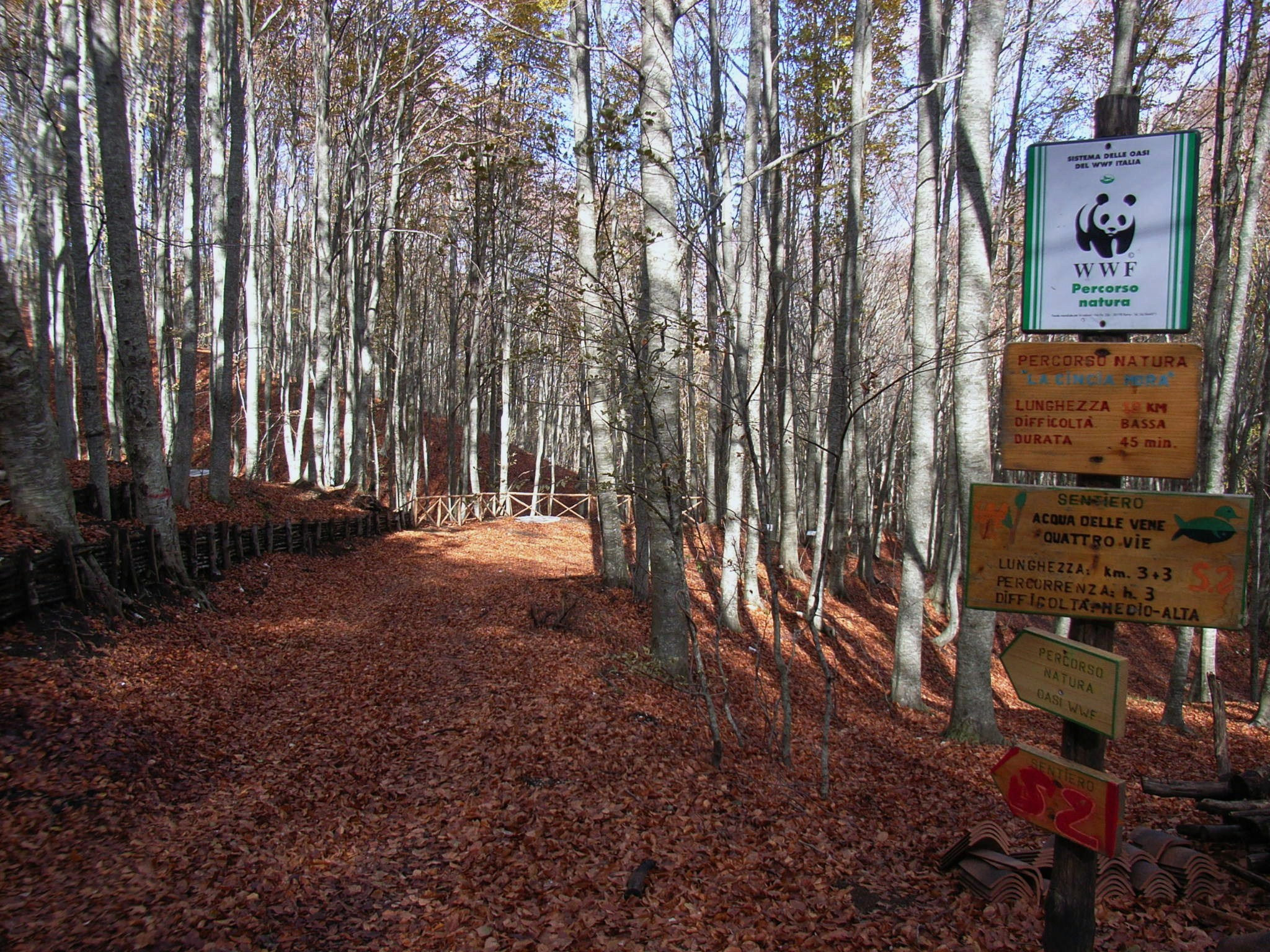
Oasi WWF di Pannarano (Montagna di Sopra)

### Architetture religiose
Delle sette chiese un tempo esistenti, ne restano solo quattro:
- chiesa di Santa Maria in Cannavile;
- chiesa di San Giovanni Battista;
- chiesa di San Nicola;
- chiesa Santa Maria del Carmelo;

### Architetture militari
- Castello Cocozza-Campanile  in stato di semi-abbandono e degrado;

### Architetture civili
- Masseria Genovese dell'inizio del XVIII secolo, ricostruita su una struttura rurale del XVI secolo;
- Antico Palazzo Municipale, in precedenza sede del Comune di Pannarano;

### Aree naturali
- Oasi Montagna di Sopra. È un'oasi WWF che comprende la località "Acqua delle vene". Consiste di un'ampia area di boschi dove si trova un rifugio, attrezzature per colazioni a sacco, fontane di acqua sorgiva, sentieri e percorsi guidati di qualsiasi difficoltà.

## Società

### Evoluzione demografica
Abitanti censiti

## Economia
Nel territorio comunale si producono vini di alto livello qualitativo.
Tra il settore terziario c'è il turismo, in particolar modo montano, nel territorio è infatti situata la località "Acqua delle vene" dell'oasi WWF di Montagna di Sopra.
Ha una superficie agricola utilizzata in ettari (ha) riferita all'anno 2000 di 197,96.

### Prodotti tipici
- vino Aglianico
- castagne varietà "Santo manco"
- legname
- granaglie

## Infrastrutture e trasporti
Pannarano è servita dalla strada statale 374 che collega la città di Mercogliano al comune di Rotondi. Il comune è servito anche da uno svincolo che lo collega alla strada statale 7 Via Appia.
È servita dalla stazione ferroviaria situata nel comune di San Martino Valle Caudina e condivisa anche con il comune di Montesarchio sulla ferrovia Benevento-Cancello.
I collegamenti per Benevento, Napoli, Caserta, Avellino e Salerno sono inoltre garantiti da bus con cadenza oraria.

## Amministrazione
| Periodo | Periodo   | Primo cittadino    | Partito                        | Carica  | Note |
| ------- | --------- | ------------------ | ------------------------------ | ------- | ---- |
| 1988    | 1993      | Giovanni Abate     | Partito Comunista Italiano     | Sindaco |      |
| 1993    | 1997      | Carmine Borreca    | Democrazia Cristiana           | Sindaco |      |
| 1997    | 2000      | Albino Pagnozzi    | Partito Popolare Italiano      | Sindaco |      |
| 2000    | 2003      | Giuseppe Eremita   | Partito Popolare Italiano      | Sindaco |      |
| 2003    | 2004      | Silvana D'Agostino | Commissario Prefettizio        | Sindaco |      |
| 2004    | 2009      | Enzo Pacca         | Lista Civica (Centro-sinistra) | Sindaco |      |
| 2009    | 2014      | Enzo Pacca         | Lista Civica (Centro-sinistra) | Sindaco |      |
| 2014    | 2019      | Fabio D'Alessio    | Lista Civica (Centro-destra)   | Sindaco |      |
| 2019    | 2024      | Enzo Pacca         | Lista Civica (Centro-sinistra) | Sindaco |      |
| 2024    | in carica | Antonio Iavarone   | Lista Civica (Centro-sinistra) | Sindaco |      |

### Altre informazioni amministrative
Il comune fa parte:
- Comunità montana Partenio - Vallo di Lauro
- Regione Agraria n.3 - Monti del Taburno e di Camposauro
- Parco regionale del Partenio